# Прухова, Власта
Власта Прухова (чеш. Vlasta Průchová; 12 июля 1926, Ружомберок — 16 июня 2006, Прага) — чешская джазовая певица.
Легенда чешской джазовой сцены, пионер чешского джаза.

## Биография
Она родилась 12 июля 1926 года в Ружомбероке. В 1941 году познакомилась с будущим мужем доктором Яном Хаммером-старшим. В 1943 году уже объявили о своей помолвке, но поженились они в 1947 году. Выступать начала в 1946 году. 
В течение своей карьеры выступала со многими выдающимися певцами, такими как Карел Готт, Карел Гала, Милан Хладил и др. Пела в сопровождении оркестра Карла Краутгартнера, сотрудничала с оркестрами Карла Влаха и Фердинанда Гавлика.
Год стажировалась в США.
в 1965 году творчество Власты Пруховой высоко оценил побывавший в Праге Луи Армстронг. Певица пригласила его тогда на обед, а букет, который он ей принёс, хранила всю оставшуюся жизнь.
Мать композитора и музыканта Яна Хаммера. После вынужденной эмиграции её сына Яна Хаммера в 1968 году коммунистические власти ЧССР не давали Пруховой записываться. Вернулась к студийной записи только в 1992 году.
В 2006 году «Супрафон» выпустил компакт-диск Власты Пруховой в честь её восьмидесятилетия.

## Награды
- 2002 — Медаль Иосифа Хвавека
- 2003 — Медаль «За заслуги» 2 степени

## Дискография
- Docela všední obyčejný den (Bonton 1997)
- Všechno je prosté (1961, Ян Хаммер (старший), в сопровождении TOČR)
- The Man I Love (1965, Гершвин, в сопровождении Junior Trio)
- Tonight (1992, в сопровождении Swinging Quintet)